# Municipio de Benton (condado de Pike)
El municipio de Benton (en inglés: Benton Township) es un municipio ubicado en el condado de Pike en el estado estadounidense de Ohio. En el año 2010 tenía una población de 1669 habitantes y una densidad poblacional de 16,67 personas por km².

## Geografía
El municipio de Benton se encuentra ubicado en las coordenadas 39°8′54″N 83°13′11″O / 39.14833, -83.21972. Según la Oficina del Censo de los Estados Unidos, el municipio tiene una superficie total de 100.12 km², de la cual 99,8 km² corresponden a tierra firme y (0,33 %) 0,33 km² es agua.

## Demografía
Según el censo de 2010, había 1669 personas residiendo en el municipio de Benton. La densidad de población era de 16,67 hab./km². De los 1669 habitantes, el municipio de Benton estaba compuesto por el 97,54 % blancos, el 0,3 % eran afroamericanos, el 0,72 % eran amerindios, el 0,06 % eran de otras razas y el 1,38 % eran de una mezcla de razas. Del total de la población el 0,54 % eran hispanos o latinos de cualquier raza.